# Campionato europeo a squadre miste di badminton
Il Campionato europeo a squadre miste di badminton è un torneo organizzato da Badminton Europe, ogni due anni, per decretare la migliore squadra mista di badminton in Europa.
Dalla prima edizione del 1972 è sempre stato giocato prima dei Campionati europei di badminton, il torneo di singolo, e nella stessa città. A partire dal 2009 si svolge separatamente.

## Sedi dei campionati
| Anno | Città            | Nazione          |
| ---- | ---------------- | ---------------- |
| 1972 | Karlskrona       | Svezia           |
| 1974 | Vienna           | Austria          |
| 1976 | Dublino          | Irlanda          |
| 1978 | Preston          | Inghilterra      |
| 1980 | Groninga         | Paesi Bassi      |
| 1982 | Böblingen        | Germania Ovest   |
| 1984 | Preston          | Inghilterra      |
| 1986 | Uppsala          | Svezia           |
| 1988 | Kristiansand     | Norvegia         |
| 1990 | Mosca            | Unione Sovietica |
| 1992 | Glasgow          | Scozia           |
| 1994 | 's-Hertogenbosch | Paesi Bassi      |
| 1996 | Herning          | Danimarca        |
| 1998 | Sofia            | Bulgaria         |

| Anno | Città            | Nazione     |
| ---- | ---------------- | ----------- |
| 2000 | Glasgow          | Scozia      |
| 2002 | Malmö            | Svezia      |
| 2004 | Ginevra          | Svizzera    |
| 2006 | 's-Hertogenbosch | Paesi Bassi |
| 2008 | Herning          | Danimarca   |
| 2009 | Liverpool        | Inghilterra |
| 2011 | Amsterdam        | Paesi Bassi |
| 2013 | Ramenskoe        | Russia      |
| 2015 | Lovanio          | Belgio      |
| 2017 | Lubin            | Polonia     |
| 2019 | Copenaghen       | Danimarca   |
| 2021 | Vantaa           | Finlandia   |
| 2023 | Aire-sur-la-Lys  | Francia     |
| 2025 | Baku             | Azerbaigian |

## Podi
| Anno | Oro         | Argento     | Bronzo               |
| ---- | ----------- | ----------- | -------------------- |
| 1972 | Inghilterra | Danimarca   | Germania Ovest       |
| 1974 | Inghilterra | Danimarca   | Svezia               |
| 1976 | Danimarca   | Inghilterra | Svezia               |
| 1978 | Inghilterra | Danimarca   | Svezia               |
| 1980 | Danimarca   | Inghilterra | Svezia               |
| 1982 | Inghilterra | Svezia      | Danimarca            |
| 1984 | Inghilterra | Danimarca   | Svezia               |
| 1986 | Danimarca   | Inghilterra | Svezia               |
| 1988 | Danimarca   | Svezia      | Inghilterra          |
| 1990 | Danimarca   | Svezia      | Inghilterra          |
| 1992 | Svezia      | Danimarca   | Inghilterra          |
| 1994 | Svezia      | Danimarca   | Inghilterra          |
| 1996 | Danimarca   | Svezia      | Inghilterra          |
| 1998 | Danimarca   | Inghilterra | Svezia               |
| 2000 | Danimarca   | Inghilterra | Paesi Bassi          |
| 2002 | Danimarca   | Inghilterra | Paesi Bassi          |
| 2004 | Danimarca   | Paesi Bassi | Germania             |
| 2006 | Danimarca   | Paesi Bassi | Inghilterra          |
| 2008 | Danimarca   | Inghilterra | Polonia              |
| 2009 | Danimarca   | Inghilterra | Russia Polonia       |
| 2011 | Danimarca   | Germania    | Inghilterra Russia   |
| 2013 | Germania    | Danimarca   | Inghilterra Russia   |
| 2015 | Danimarca   | Inghilterra | Germania Russia      |
| 2017 | Danimarca   | Russia      | Germania Inghilterra |
| 2019 | Danimarca   | Germania    | Paesi Bassi Russia   |
| 2021 | Danimarca   | Francia     | Germania Russia      |
| 2023 | Danimarca   | Francia     | Germania Inghilterra |

## Medagliere
Aggiornato al 2023
| Posiz. | Nazione     | Oro | Argento | Bronzo | Totale |
| ------ | ----------- | --- | ------- | ------ | ------ |
| 1      | Danimarca   | 19  | 7       | 1      | 27     |
| 2      | Inghilterra | 5   | 9       | 10     | 24     |
| 3      | Svezia      | 2   | 4       | 7      | 13     |
| 4      | Germania    | 1   | 2       | 6      | 9      |
| 5      | Paesi Bassi | 0   | 2       | 3      | 5      |
| 6      | Francia     | 0   | 2       | 0      | 2      |
| 7      | Russia      | 0   | 1       | 6      | 7      |
| 8      | Polonia     | 0   | 0       | 2      | 2      |
| Totale | Totale      | 27  | 27      | 35     | 89     |